# 11956 Tamarakate
11956 Tamarakate è un asteroide della fascia principale. Scoperto nel 1994, presenta un'orbita caratterizzata da un semiasse maggiore pari a 2,3018361 UA e da un'eccentricità di 0,1135040, inclinata di 5,32202° rispetto all'eclittica.